# U-58 (tàu ngầm Đức) (1938)
U-58 là một tàu ngầm duyên hải  Lớp Type II thuộc phân lớp Type IIC được Hải quân Đức Quốc Xã chế tạo trước Chiến tranh Thế giới thứ hai. Những tàu ngầm Type II vốn quá nhỏ để có thể tiến hành các chiến dịch cách xa căn cứ nhà, nên U-58 đã đảm nhiệm vai trò tàu huấn luyện tại các trường tàu ngầm Đức. Được huy động do tình trạng thiếu hụt tàu ngầm sau khi xung đột bùng nổ, nó thực hiện được mười hai chuyến tuần tra tại Bắc Hải và chung quanh quần đảo Anh, đánh chìm sáu tàu buôn cùng một tàu chiến phụ trợ với tổng tải trọng 24.549 tấn, trước khi quay trở lại vai trò huấn luyện tại vùng biển Baltic. U-58 cuối cùng bị đánh đắm tại Kiel trong kế hoạch Regenbogen vào tháng 5, 1945.

## Thiết kế và chế tạo
Phân lớp Type IIC là một phiên bản lớn hơn của Type IIB dẫn trước. Chúng có trọng lượng choán nước 291 t (286 tấn Anh) khi nổi và 341 t (336 tấn Anh) khi lặn); tuy nhiên tải trọng tiêu chuẩn được công bố chỉ có 250 tấn Anh (254 t). Chúng có chiều dài chung 43,90 m (144 ft 0 in), lớp vỏ trong chịu áp lực dài 29,60 m (97 ft 1 in), mạn tàu rộng 4,08 m (13 ft 5 in), chiều cao 8,40 m (27 ft 7 in) và mớn nước 3,82 m (12 ft 6 in).
Chúng trang bị hai động cơ diesel MWM RS 127 S 6-xy lanh 4 thì công suất 700 mã lực mét (510 kW; 690 shp) để đi đường trường và hai động cơ/máy phát điện Siemens-Schuckert PG VV 322/36 tổng công suất 460 mã lực mét (340 kW; 450 shp) để lặn, hai trục chân vịt và hai chân vịt đường kính 0,85 m (3 ft). Các con tàu có thể lặn đến độ sâu 80–150 m (260–490 ft). Chúng đạt được tốc độ tối đa 12 kn (22 km/h) trên mặt nước và 7 kn (13 km/h) khi lặn,  với tầm hoạt động tối đa 3.800 nmi (7.000 km) khi đi tốc độ đường trường 8 kn (15 km/h), và 35–42 nmi (65–78 km) ở tốc độ 4 kn (7,4 km/h) khi lặn.
Vũ khí trang bị bao gồm ba ống phóng ngư lôi 53,3 cm (21 in) trước mũi, mang theo tổng cộng năm quả ngư lôi hoặc cho đến 12 quả thủy lôi TMA. Một pháo phòng không 2 cm (0,79 in) cũng được trang bị trên boong tàu. Thủy thủ đoàn bao gồm 25 sĩ quan và thủy thủ.
U-58 được đặt hàng vào ngày 17 tháng 6, 1937. Nó được đặt lườn tại xưởng tàu của hãng Deutsche Werke tại Kiel vào ngày 29 tháng 9, 1937, hạ thủy vào ngày 12 tháng 10, 1938, và nhập biên chế cùng Hải quân Đức Quốc Xã vào ngày 4 tháng 2, 1938 dưới quyền chỉ huy của Hạm trưởng, Trung úy Hải quân Herbert Kuppisch.

## Lịch sử hoạt động

### 1939
U-58 đã đảm nhiệm vai trò tàu huấn luyện tại các trường tàu ngầm Đức. Được huy động do tình trạng thiếu hụt tàu ngầm sau khi xung đột bùng nổ, nó thực hiện được mười hai chuyến tuần tra tại khu vực Bắc Hải và chung quanh quần đảo Anh. Nó đã đánh chìm sáu tàu buôn tổng tải trọng 16.148 gross register tons (GRT) cùng một tàu tàu chiến phụ trợ tải trọng 8.401 GRT.

#### Chuyến tuần tra thứ nhất, thứ hai và thứ ba
U-58 thực hiện các chuyến tuần tra đầu tiên như những chuyến thực hành huấn luyện tại Bắc Hải, và không mang lại kết quả nào.

### 1940

#### Chuyến tuần tra thứ tư
Trong chuyến tuần tra thứ tư, vào ngày 1 tháng 1, 1940, U-58 phóng ngư lôi trúng chiếc tàu buôn Thụy Điển trung lập Lars Magnus Trozelli (1.951 tấn), khiến mục tiêu đắm tại tọa độ 58°14′B 01°36′T / 58,233°B 1,6°T. Chỉ hai ngày sau đó, nó tiếp tục đánh chìm tàu buôn Thụy Điển Svartön (2.475 tấn) trong thành phần Đoàn tàu HN-6 tại tọa độ 57°48′B 01°47′T / 57,8°B 1,783°T.

#### Chuyến tuần tra thứ năm và thứ sáu
U-58 chỉ chuyển căn cứ từ Kiel đến Wilhelmshaven trong chuyến tuần tra thứ năm. Sang chuyến tuần tra thứ sáu, vào ngày 3 tháng 2, tàu buôn Estonia Reet (815 tấn) bị U-58 đánh chìm lúc 09 giờ 36 phút với một quả ngư lôi. Trước đó chiếc tàu ngầm đã hai lần tấn công lúc 02 giờ 15 phút và 04 giờ 52 phút nhưng không trúng đích.

#### Chuyến tuần tra thứ bảy và thứ tám
Trong chuyến tuần tra thứ bảy, U-58 hoạt động tại khu vực Bắc Hải giữa Scotland và Na Uy nhưng không có kết quả. Sang chuyến tuần tra tiếp theo, vào ngày 1 tháng 6, ba quả ngư lôi đã đánh chìm chiếc tàu Anh HMS Astronomer tại tọa độ 58°01′B 02°12′T / 58,017°B 2,2°T.

#### Chuyến tuần tra thứ chín
Trong chuyến tuần tra thứ chín, vào ngày 18 tháng 7, U-58 phóng ngư lôi tấn công chiếc tàu buôn Na Uy Gyda (1.591 tấn), vốn đang được một thủy phi cơ Sunderland là khắc tinh của U-boat, hộ tống bảo vệ. Chiếc tàu buôn đắm chỉ trong vòng một phút tại tọa độ 55°50′B 09°00′T / 55,833°B 9°T. Sau chuyến tuần tra này, U-58 chuyển sang căn cứ vừa mới chiếm được tại cảng Lorient, bên bờ biển Đại Tây Dương của Pháp, đến nơi vào ngày 22 tháng 7.

#### Chuyến tuần tra thứ mười
Khởi hành từ Lorient vào ngày 29 tháng 7, U-58 hướng lên phía Bắc đến vùng biển Ireland, nơi nó tấn công chiếc tàu buôn Hy Lạp Pindos (4.360 tấn) vốn bị tách khỏi Đoàn tàu SL-40 vào ngày 4 tháng 8 với hai quả ngư lôi. Pindos lật úp và đắm tại tọa độ 55°22′B 08°50′T / 55,367°B 8,833°T.

#### Chuyến tuần tra thứ mười một
U-58 chuyển căn cứ từ Lorient đến Bergen, Na Uy vừa bị chiếm đóng trong chuyến tuần tra thứ mười một. Trên đường đi, nó phát hiện và phóng ngư lôi tấn công tàu buôn Anh Confield (4.956 tấn), vốn bị tách khỏi Đoàn tàu HX 76. Confield bị bỏ lại và bị tàu sà lúp Anh HMS Weston đánh đắm bằng hải pháo.

#### Chuyến tuần tra thứ mười hai
U-58 rời Bergen vào ngày 14 tháng 10 cho chuyến tuần tra cuối cùng, chỉ để chuyển căn cứ hoạt động trở lại Kiel. Tại đây nó gia nhập Chi hạm đội U-boat 22 để làm nhiệm vụ huấn luyện. 

### 1941 - 1945
Từ tháng 1, 1941, U-58 quay trở lại vai trò huấn luyện tại vùng biển Baltic cho đến hết chiến tranh. Vào tháng 8, 1943, nó cùng với tàu ngầm chị em U-57 tham gia vào thử nghiệm van dùng cho ống hơi do Deutsche Werke chế tạo. Trong thử nghiệm, ống hơi đã thế chỗ kính tiềm vọng thứ hai. Thử nghiệm thành công, nên một kiểu ống hơi có thể thu gọn được lắp đặt trước cầu tàu cho những tàu ngầm Type VIIC.
Khi chiến tranh đi vào giai đoạn kết thúc, U-58 ngừng hoạt động vào tháng 4, 1945. Theo dự định của kế hoạch Regenbogen, U-58 bị đánh đắm tại Kiel vào ngày 3 tháng 5, 1945 để tránh lọt vào tay lực lượng Đồng Minh. Xác tàu đắm được trục vớt và tháo dỡ sau chiến tranh.

### Tóm tắt chiến công
U-58 đã đánh chìm sáu tàu buôn tổng tải trọng 16.148 tấn cùng một tàu tàu chiến phụ trợ tải trọng 8.401 tấn:
| Ngày             | Tên tàu              | Quốc tịch              | Tải trọng | Số phận                                             |
| ---------------- | -------------------- | ---------------------- | --------- | --------------------------------------------------- |
| 1 tháng 1, 1940  | Lars Magnus Trozelli | Thụy Điển              | 1.951     | Bị đánh chìm                                        |
| 3 tháng 1, 1940  | Svartön              | Thụy Điển              | 2.475     | Bị đánh chìm                                        |
| 3 tháng 2, 1940  | Reet                 | Estonia                | 815       | Bị đánh chìm                                        |
| 1 tháng 6, 1940  | HMS Astronomer       | Hải quân Hoàng gia Anh | 8.401     | Bị đánh chìm                                        |
| 18 tháng 7, 1940 | Gyda                 | Na Uy                  | 1.591     | Bị đánh chìm tại 55°50′B 09°00′T / 55,833°B 9°T     |
| 4 tháng 8, 1940  | Pindos               | Hy Lạp                 | 4.360     | Bị đánh chìm tại 55°22′B 08°50′T / 55,367°B 8,833°T |
| 8 tháng 10, 1940 | Confield             | Anh Quốc               | 4.956     | Bị đánh chìm                                        |